# Comité olympique de Macédoine du Nord
Le Comité olympique de Macédoine du Nord (en macédonien : Олимписки комитет на Северна Македонија, Olimpiski komitet na Severna Makedonija) est le comité national olympique de la république de Macédoine, devenue Macédoine du Nord en février 2019. En raison du statut disputé, il était parfois désigné Comité olympique de l'ancienne république yougoslave de Macédoine par le CIO notamment. Il a été fondé en 1992 et reconnu par le CIO en 1993.